# Отар Кітеішвілі
Отар Кітеішвілі (груз. ოთარ კიტეიშვილი, нар. 26 березня 1996, Руставі, Грузія) — грузинський футболіст, півзахисник австрійського клубу «Штурм» та національної збірної Грузії.

## Клубна кар'єра
Отар Кітеішвілі є вихованцем столичного клубу «Динамо». З 2011 року грав у молодіжній команді динамівців. Але не маючи змогу в той період пробитися до основи «Динамо» Отар відправився в рідний Руставі, де на правах оренди грав у складі однойменного клуба. Після двох сезонів оренди Кітеішвілі повернувся до «Динамо», з яким виграв усі національні титули.
Влітку 2018 року Кітеішвілі прийняв запрошення австрійського клубу «Штурм». У складі якого восени 2021 року брав участь у груповому раунді Ліги Європи.

## Збірна
23 січня 2017 року у товариському матчі проти команди Узбекистану Отар Кітеішвілі дебютував у національній збірній Грузії.

## Досягнення
Динамо (Тбілісі)
 Чемпіон Грузії: 2015/16
 Переможець Кубка Грузії (2): 2014/15, 2015/16
 Переможець Суперкубка Грузії: 2015
Штурм
 Переможець Кубка Австрії (2): 2022/23, 2023/24
 Чемпіон Австрії (2): 2023/24, 2024/25